# Залежність
Зале́жність, адикція (англ. addiction) — набута гостра потреба здійснювати будь-які дії або вживати речовини. У практиці, цей термін має кілька значень.
У повсякденній мові термін «залежність» використовується в основному стосовно людей, які зловживають наркотиками, алкоголем та цигарками. У ширшому контексті можна послатися на багато інших видів поведінки, таких, як ігри, перегляд телевізора, комп'ютерна залежність, Інтернет або сексуальну адикцію, трудоголізм, булімію.
Залежність поділяється на фізіологічну та психічну.
Дії, які здійснюються через залежність людини від тої чи іншої речовини, яку вона вживає, переважно є шкідливими для організму людини. Вони перешкоджають людині розвиватися як розумово, так і фізично. Серед цих звичок виділяють декілька найшкідливіших — це наркоманія, алкоголізм, токсикоманія та тютюнопаління.

## Визначення залежності
У різних країнах за минулих часів лікарі по різному ставилися до цього питання. Лише із середини XX століття вони домовилися між собою про точніший характер цієї медичної проблеми й визначили її узагальнено, як «залежність». Саме тому біопсихосоціальна модель є загальноприйнятою в науковому середовищі і є найбільш всеосяжною теорією у визначенні «залежності». Історично, «залежність» була визначена тільки щодо психоактивних речовин (наприклад, алкоголь, тютюн та інші наркотики), які проходять через гематоенцефалічний бар'єр, тобто одноразове вживання (проковтнути) — спричиняє, тимчасово, хімічні зміни в середині мозку. Але сучасні дослідження в області феноменології, історії сімейної медицини дають можливість припускати, що періодичні вибухові хворобливі прояви: клептоманія, проблема азартних ігор , піроманія і тріхотілломанія можуть бути пов'язані (в більшій чи меншій мірі) з розладами настрою, впливом алкоголю і наслідком вживання психоактивними речовин а також тривожних (передчуттєвих хвилювань) розладів (особливо обсесивно-компульсивний розладів). Саме тому, такі поведінкові розлади людини, класифікуються Американською психологічною асоціацією, як розлади імпульсного управління а, отже, не як «залежність», а як стан особи, який при не вчасному його унормуванні, тоді вже призводить до проявів «залежності».
Багато людей, фахівців і неспеціалістів з психології, тепер відчувають, що мають бути зроблені певні поправки в їхніх дослідженнях, для можливості включення до психологічної «залежності», проявів людської поведінки, які є наслідком від азартних ігор, харчування, сексу, порнографії, комп'ютерів, трудоголізму, фізичних навантажень, духовною одержимістю (на відміну від релігійної відданості), самокаліцтво і шопінг, тому ці прояви в поведінці вважаються «залежністю», а також спричиняють до симптоматики — провини, сорому, страху, безвиході, невдач, відмов, тривоги або приниження, пов'язані, крім інших медичних станів, ще й до депресії і епілепсії. Хоча вищезгадані прояви або їх наслідки, в загальному, не вписуються в традиційне уявлення про «залежність» і можуть бути чіткіше визначені як обсесивно-компульсивний розлад, але при запущеній хворобі чи поведінці може таки виникнути абстинентний синдром, який згодом таки призводить до всіх типових уже проявів «залежності». Хоча є ще спеціалісти, хто дотримується традиційно-консервативної думки, що — подібні симптоми не чітко відображають «залежність», а скоріше свідчать про поведінкові розлади. Тому існують великі та, іноді, палкі суперечки навколо визначення «залежності» з боку представників двох основних медично-наукових таборів — «залежність» як захворювання людини чи «залежність» як прояв поведінки людини.

## Форми залежності
Термінологія «залежності» в різних областях медицини по різному вживається. Фармакологи та інші практикуючі лікарі продовжують говорити про «залежність» із фізіологічної точки зору (деякі називають це «фізичною залежністю»); а психіатри послаючись на хворобливий-пригнічений стан людини, називаючи це наслідком «психологічної залежності». Але, більшість лікарів ставляться до цієї хвороби загалом, як до «Залежності».
Медична спільнота склала ретельні теоретичні відмінності між «фізичною залежністю» (характеризується симптомами виведення з цього стану) і «психологічною залежністю» (або просто «залежністю»). «Залежність» отримала й своє вузьке визначення, як «неконтрольований, компульсивний стан пацієнта», якщо від того немає ніякої шкоди йому самому, та не завдається його діями ніякої шкоди для навколишніх, а потім клінічними методами можна вилікувати такий стан людини. На практиці ці два види «залежності» не завжди легко відрізнити, адже «залежні» пацієнти водночас володіють фізичними та психологічними компонентами цього стану.
Лише психічну залежність від медикаментів називають токсикофілія, психічну і фізичну залежність з абстинентним синдромом — наркоманія.
Існує також менш відома медична ситуація, яка ще називається «псевдо-залежність», коли пацієнт буде проявляти симптоми «залежності», особливо своєю поведінкою нагадуючи про «психологічну залежність», але цю симптоматику вони проявляли внаслідок справжнього болю або інших симптомів, які сталися внаслідок лікування чи загального стану пацієнта. На відміну від справжньої «психологічної залежності», така поведінка людини, як правило, припиняється, коли проводиться адекватніше лікування.

### Фізична залежність
«Фізична залежність» від речовин визначається за появи характерних симптомів, коли речовини раптово позбавили (перестали її вживати).[джерело?] Опіати, бензодіазепіни, барбітурати, алкоголь і нікотин та інші важкі фармакологічні засоби викликають фізичну «залежність». З іншого боку, деякі категорії речовин чи їх частки і досі не досліджені в розрізі звикання: кортизон, бета-блокатори і антидепресанти. Таким чином, у той час як «фізична залежність» може бути важливим чинником у «психологічній залежності», і часто стає первинною мотивацією до «залежності» людини, первісне звикання до речовини походить, як правило, від здатність викликати задоволення, хоча при тривалому використанні, має наслідком не стільки задоволення, скільки примус організму чи потреба в полегшенні тривоги чи дискомфорту, викликані вже відсутністю даної речовини (до дії якої організм звикся), внаслідок чого речовина вже використовується людиною-пацієнтом вимушено.
Деякі речовини викликають фізичну залежність чи фізіологічну терпимість — але не «залежність», як таку — наприклад, різні проносні засоби, які не є психотропними; засоби від носового набряку (нежить); та деякі антидепресанти, особливо Венлафаксин , пароксетин і сертралін, тому що вони мають досить короткий період напіврозпаду, так що їм це заважає раптово викликати швидшу зміну балансу нейромедіаторів в головному мозку, а ніж більшість інших антидепресантів.
Швидкість, з якою дана людина стає залежною від різних речовин, змінюється залежно від самої речовини, частоти її використання, способів вживання, інтенсивності задоволення чи ейфорії організму, генетичної та психологічної сприйнятливості індивідуума. Деякі люди можуть проявляти тенденції алкогольної залежності з моменту першого свого сп'яніння, у той час як інші люди можуть пити доволі часто й ніколи не стати «залежними». Опійна залежність, вже не так різниться в різних індивідуумів, оскільки навіть за низьких доз препаратів більшість людей піддаються серйозній його дії, однак це може бути пов'язано з рядом інших факторів, як то, вживання опію в значній мірі стимулює процеси вдоволення і викликають нейротрансміттерові реакції в головному мозку.
Тим не менш, через ці зміни, та на додаток до прийнятих норм і новітніх досліджень, більша частина медичного співтовариства пристала на думку, що «залежність» є ще й почасти генетичним наслідком, а речовини стають модератором тяжких наслідків в організмі.

### Психологічна залежність
Психологічна залежність залежить від розумового стану людини, і відбувається внаслідок психологічних абстинентних синдромів (наприклад, потяг, дратівливість, безсоння, депресія, анорексія і т. д.).[джерело?] «Залежність», в теорії, може бути отримана від будь-якої винагороди поведінки, і, як вважають, буде в значній мірі пов'язана з системою дофамінергічних впливів в мозковій системі людини (як у випадку з кокаїном і амфетамінами).
Людина, яка почуває себе «фізично залежною», а не психологічно, може мати свою дозу, яку поступово знижуючи, вона не позбавиться «фізичної залежності». Однак, якщо ця людина має додатково ще й симптоми «психологічної залежності», особа все ще знаходитиметься на серйозній стадії, коли таки виникатиме ризик поновлення і рецидив щодо наступної «фізичної залежності».
Психологічна залежність не повинна бути обмежена тільки до речовин, і навіть професійна діяльність та поведінкові моделі можна причисляти до «залежності», якщо вони стають некерованими, наприклад, проблеми ігроманії, інтернет-залежність, комп'ютерна залежність, сексуальна залежність, порнографія, наркоманія, переїдання, мобілеманія, шопоголізм або трудоголізм.

## Загальні методи допомоги при «залежності»
Терапевти часто класифікують хворих з хімічними залежностями як зацікавлених у лікуванні або не зацікавлені лікуванні. Лікування зазвичай містить етап планування конкретних шляхів, щоб уникнути стимуляцію звикання і терапевтичні заходи покликані допомогти клієнтові дізнатися більше про себе й свою проблему, щоб знайти інші способи задоволення запитів у пацієнта. Клінічні лідери в сфері лікування «залежності», в останні роки намагалися пристосувати різні підходи втручання до вирішення конкретних дій пацієнта, які випливають з адиктивної поведінки, та з використанням терапевтичних бесід у спробі виявити негативні фактори та першопричини, які призвели до виникнення нездорових симптомів звикання, виявлення джерел задоволення або звільнення від болю іншими методами.
Хоча «залежність», здавалося б, пов'язана з неконтрольованим емоціями чи діями, та ймовірно, може мати коріння в генетичній схильності конкретної людини, тому лікування «залежностей» проводиться широким спектром медичних та суміжних професій, у тому числі; медичними фахівцями, психіатрами, психологами, а також належним чином підготовленими медсестерами, соціальними працівниками і консультантами.

## Тютюнопаління
Через вживання нікотину, у людини-курця може виникнути захворювання на рак легеней.Велике навантаження отримує і серце. Вчені підрахували, що курець у 10 разів більше хворіє на рак та на інфаркт міокарда, ніж люди, які не курять.
- В Україні щоденно курить 45 % дорослих чоловіків і 9 % дорослих жінок[8][9]; серед молоді курить 45 % юнаків і 35 % дівчат[10];
- 68 % курців заявили, що зацікавлені у відмові від куріння, а серед тих, хто будь-коли курив щодня, 26 % вже є колишніми курцями;
- Понад 90 % населення України підтримує заборону куріння на всіх робочих місцях;
- Підтримка повної заборони реклами тютюну серед населення — 70 %;
- 31 % вважає, що куріння кальяну призводить до серйозних захворювань;
- Всього в країні нараховується близько 9 мільйонів активних курців, що складають третину всього працездатного населення країни;
- Україна посідає 17 місце в списку країн-лідерів за кількістю курців;
- Щорічно до числа курців долучаються не менш 100 000 українців;
- Кожен четвертий підліток в Україні викурює першу сигарету у віці 10 років;
- Україна є другою країною у світі (після Чилі), де у віці 13-15 років курять більш 30 % юнаків і дівчат;
- Україна займає ІІ місце за кількістю викурених цигарок на одного громадянина. На кожного українця припадає понад 2500 сигарет — майже 7 щоденно;
- Розрахунки Всесвітнього банку свідчать про те, що економічні збитки України від тютюну складають близько 2 мільярдів доларів щорічно;
- За офіційною статистикою в Україні щороку від хвороб пов'язаних з курінням помирає 120 тисяч чоловік.

Поширеність щоденного куріння за останні 5 років в Україні суттєво зменшилась. Так, у 2005 році щоденно палили 62 % чоловіків (від 15 років і старше), а в 2010 вже 45 %. Кількість жінок-курців скоротилася майже вдвічі — з 17 % до 9 %.
Дослідження показує: якщо молодь віком 12-17 років віку палить, то ймовірність вживання ними героїну у 12 разів, а кокаїну у 51 раз вища, ніж у тих, хто не палить.
Якщо молодь 12-17-літнього віку випалює більше пачки цигарок, то ймовірність вживання ними героїну вища у 51 раз, а кокаїну у 106 разів.
Приголомшливий факт: молодь, яка ніколи не палила, майже ніколи не вживає героїн або кокаїн.
«Тютюн заважає розумовому розвитку та одурює народ»
Оноре де Бальзак
Через 100 років після Бальзака в XX столітті націонал-соціаліст Адольф Гітлер, пояснював своїм підлеглим принципи окупаційної діяльності на Сході: «Для них, для слов'ян, жодних щеплень, жодної гігієни. Лише горілка і тютюн».

### Біохімія тютюнового диму і дія його на організм
При курінні відбувається суха дистиляція і неповне згоряння висушених тютюнових листків в незалежності від того, використовуються вони в натуральному вигляді (скручена в трубочку), в сигареті чи в сигареті і в трубці. При повільному згорянні виділяється дим, що є неоднорідною (гетерогенною) сумішшю, що складається в середньому з 60 % різних газів і 40 % мікроскопічних дьогтевих крапель (аерозолі). В газовій фракції диму міститься, крім азоту (59 %), кисню (13,4 %), ще й оксид вуглецю (IV) (13,6 %), оксид вуглецю (II) (4 %), водяна пара (1,2 %), ціаністий водень (0,1 %), оксиди азоту, акролеїн та інші речовини. Аерозольна фракція диму включає воду (1,4 %), гліцерин та спирти (0,1 %), альдегіди і кетони (0,1 %), вуглеводні (0,1 %), феноли (0,003 %), нікотин  [Архівовано 22 листопада 2012 у Wayback Machine.] (0,002 %) та ін.
За основною дією, шкідливі речовини, що містяться в тютюновому димі й впливають на організм, об'єднані в 4 групи: 1) канцерогенні речовини; 2) подразнюючі речовини; 3) отруйні гази; 4) отруйні алкалоїди.
Канцерогенні речовини: ароматичні вуглеводні, бензпірен, феноли, органічні сполуки (нітрозамін, гідразин, вінілхлорид, толуідин та ін.), неорганічні сполуки миш'яку та кадмію, радіоактивні полоній, олово та вісмут — 210.
Подразнюючі речовини: ненасичений альдегід — пропеналь (акролеїн), оксид вуглецю (II).
Отруйні гази: оксид вуглецю (II), сірководень, ціаністий водень та ін.
Отруйні алкалоїди: всього 12 (нікотин, норнікотин, нікотирин, нікотеїн, нікотимін та ін.).
Нікотин є однією з найсильніших із відомих нам отрут, які впливають на нервову систему. При згорянні сигарети він руйнується тільки частково, приблизно на 25 %. Вміст нікотину в диму головного струменю сигарети від 0,4 до 3мг — лише 20 % від загальної кількості нікотину в сигареті. В недопалку залишається близько 5 %, а інші 50 % потрапляють в повітря в приміщенні, де курять.
Фізична та психологічна залежність від нікотину розвивається набагато швидше, ніж від алкоголю.

### Чому курці кашляють?
Головною причиною виникнення і розвитку «тютюнового» кашлю стають краплі дьогтю, що осіли в легенях. Речовини, що містяться в тютюновому димі викликають запалення епітелію, що покривають дихальні шляхи, це призводить до підвищеного виділення секреції та слизу, що зв'язаний з виділенням мокроти при кашлі.

### Чи здорове серце в курця?
Масове розповсюдження куріння є однією з головних причин широкого розповсюдження серцево-судинних захворювань. Доведено, що у курців на відміну від некурящих людей в 2-3 рази частіше розвивається інфаркт та передінфарктний стан, стенокардія та інші захворювання серця При цьому смертність, викликана цими захворюваннями, в курців набагато вища. Життя курців на 4,6-8,3 роки менше, ніж у некурящих, при чому скорочення протяжності життя залежить від того, в якому віці людина почала палити.
Доведено, що більше 50 % всіх захворювань, що є причиною смерті курців, приходиться на долю серцево-судинних захворювань.

### Чому виразка віддає перевагу курцям?
Більше 80 % хворих, що страждають хронічним захворюванням шлунку та дванадцятипалої кишки, є курцями[джерело?]. Це захворювання найчастіше зустрічається у запеклих курців. Доведено, що куріння негативно впливає і на процес лікування виразки.

### Куріння, стать та покоління
Боротьба з курінням в багатьох країнах призвела до зменшення курців [джерело?], але незалежно від цього велика кількість курців серед молоді та серед жінок продовжує збільшуватись[джерело?]. Разом з цим підвищується ризик виникнення хвороби не тільки у самих курців, але й в майбутнього покоління. Куріння наносить велику шкоду всім, але особливо молодому поколінню, організм яких знаходиться в процесі статевого дозрівання, тому куріння може негативно вплинути на їхнє потомство. Куріння є не лише особистою проблемою кожної людини окремо, але й гострою соціальною проблемою, з якою пов'язане майбутнє всього людства.

## Наркоманія
Через вживання наркотичних речовин, особливо ін'єкційне введення, людина має ризик захворіти на ВІЛ/СНІД.Це поняття має три складові:
- Медична складова включає руйнівний вплив наркотичної речовини на організм людини.
- Соціальна складова включає наслідки поведінки наркозалежної людини, небезпечної для її оточення.
- Юридична складова — це кримінальна відповідальність за використання, вироблення, зберігання та збут наркотичних речовин, а також залучення до їх вживання.

## Алкоголізм
Алкоголізм — психічне захворювання, викликане тривалою інтоксикацією організму алкоголем та, як наслідок, токсичним ураженням головного мозку та внутрішніх органів. Розвивається поступово з побутового пияцтва, при цьому алкогольне сп'яніння набуває важких форм.
Алкоголь — наркотична отрута, що діє насамперед на нервові клітини кори головного мозку. При цьому значно ослаблюється процес гальмування і відносно переважає процес збудження. Великі дози алкоголю роблять паралізуючий вплив на деякі відділи центральної нервової системи. При ураженні центрів довгастого мозку настає порушення терморегуляції, дихання і серцевої діяльності—так званий коматозний стан. Алкоголізм викликає глибокі розлади діяльності шлунково-кишкового тракту, печінки, органів дихання, нирок, статевих залоз та ін. Організм алкоголіка втрачає опірність до захворювань. Алкоголізм зумовлює стійкі порушення психіки, велике зниження працездатності, швидку стомлюваність, ослаблення пам'яті, деяку безтурботність, брехливість, несталість настрою, дратливість і схильність до конфліктів. На ґрунті алкоголізму бувають запої, розвиваються різні психози—біла гарячка, корсаковський психоз та ін. Алкоголізм призводить до побутових і виробничих травм, аварій на транспорті, злочинів, порушень правил громадської поведінки, руйнування сім'ї.
Алкоголізм характеризується появою залежності психічного та соматичного стану від вживання алкоголю, тобто бажання полегшити стан повторним прийомом алкогольних напоїв. В результаті втрачається самоконтроль за його споживанням, підвищується толерантність до алкоголю на перших стадіях алкоголізму та знижується на третій стадії. Припинення прийому алкоголю веде до розвитку абстинентного синдрома з нестримним прагненням спохмелитися. В людини знижується настрій до пригніченого стану з тривогою, страхом, порушенням сну, слуховими, зоровими галюцинаціями часто у нічний час.
Алкогольні напої шкідливо впливають на печінку людини. Також від алкоголю страждають ожирінням, захворюваннями серця.

### Вплив алкоголізму на сімейне життя
Реалізація подружнього покликання нерідко гальмується наявністю різноманітних факторів як суспільних, так і особових. Алкоголізм — це одна з найпоширеніших причин деформації подружньої гармонії та перешкода актуалізації подружньої потенції. Сім'я алкоголіка перебуває в постійному стані тривоги та нестабільності. Вживання наркотиків або алкоголю одним з членів сім'ї спричинює дисбаланс поколінь: батьків, друзів, дітей.
Поведінка та психо-фізичний стан членів сім'ї визначається станом та фазою захворювання алкоголіка. Поряд з проблемою впливу та прогресу патології, виникає питання відповідальності, розподіл її на усіх членів родини. Відповідальність невід'ємно крокує зі спробою заперечення сім'єю алкоголіка даної проблеми. Внаслідок росту проявів алкоголізму (хвороба, втрата праці, фізичне насилля) зростає потреба ізоляції та маскування від суспільного життя. Між подругами відбуваються негативні зміни емоційних зв'язків. Пізніше простежуються деструктивні форми організації сімейного бюджету та питання дитячого виховання. Важливим фактом для покращення та зміни даної ситуації є усвідомлення іншою стороною, другом, що не вживає алкоголю, своєї ролі в процесі одужання сім'ї.
Для сімей, де є алкоголік, характерна інвазійність, тобто наполегливі спроби обмежити свободу певної особи. У соціальному плані найтиповішими є три реакції:
1. свідома суспільна ізоляція;
2. побудова системи обману та приховування від оточуючих;
3. агресія, спрямована на члена сім'ї або на зовнішню ситуацію.

Основною рисою членів сім'ї, друзів з алкогольною проблемою можна назвати непевність — руйнується порядок подій, цінностей, несподівані зміни настроїв. Поруч із непевністю, страхом, як наслідок постає агресія, яка прагне знищити джерело страху або пригнітити його.

### Ураження статевої функції
У більшості людей, які хворіють хронічним алкоголізмом, захворювання внутрішніх органів, як правило, не викликають суб'єктивних відчуттів та скарг. У багатьох випадках хворі заперечують наявність патології або не погоджуються з цим явищем. Хронічний алкоголізм характерний заниженням статевої функції. Це окреслюється передчасною еякуляцією, послабленням ерекції при збереженому і навіть сильному потягу до фізичної близькості.
У половини всіх осіб, що зловживають алкоголем, і у всіх хворих хронічним алкоголізмом має місце алкогольна імпотенція. Остання стає причиною неврозів, депресій (у зв'язку з переживаннями, викликаними цією причиною). Індивід неадекватно сприймає себе та свої соціальні зв'язки, що призводить до зниження соціальної адаптації. Реальні факти в думках автоматично спотворюються, зникає зворотний зв'язок із середовищем при збережені ілюзії свободи та логіки мислення. Цей процес, в свою чергу, веде до підпорядкування свідомості алкоголю, прагнення одержати задоволення від дійсності за допомогою хімічних речовин. Штучне самозбудження або самозаспокоєння утруднює можливість подолання справжніх причин особистих проблем, атрофує природну здатність емоційних реакцій.

### Ураження потомства
Серед багатьох різних факторів, що впливають на прогрес алкоголізму, визнають генетичну схильність, або, іншими словами, спадковий характер. Статистичні дані доводять, що п'ятдесят відсотків опитаних дітей алкоголіків — залежні і актуалізують дану генетичну програму. У дітей алкоголіків простежується підвищена чутливість до алкоголю. В цих осіб незначне вживання алкоголю ставить загрозу формування звикання та похмільного синдрому. Не менш відповідальним є період вагітності. Пренатальний період характерний повною залежністю від матері. Алкоголь, токсичні речовини, що утворюються внаслідок обмінних процесів організму, через плацентарний бар'єр потрапляють в організм плоду та спричинюють отруєння. Особливу небезпеку спричинює вживання алкоголю в перші три місяці вагітності.
Сучасна наука розрізняє такі основні шляхи впливу алкоголізму чоловіків і жінок на їхніх нащадків.
- Тератогенний. Народження неповноцінної дитини, завдяки вживання жінкою в день зачаття або в перші тижні вагітності спиртних напоїв. Алкоголь, проникаючи через плаценту, може проявити пряму токсичну дію на клітини ембріону і плоду, викликаючи різні аномалії, що одержали назву алкогольний синдром або алкогольна ембріонатія.
- Мутагенний. Різні пошкодження хромосом, розтяжки і розриви, утворення кільцевих хромосом статевих клітин в результаті хронічного зловживання алкоголю батьками. У плоду замість двох статевих хромосом утворюється три, що призводить до народження розумово відсталої дитини.
- Соматогенний. Пов'язаний з травмами і хронічними захворюваннями батьків-алкоголіків, що негативно відбувається на розвиток плоду.
- Грудні діти хворіють алкоголізмом через кров і молоко матері.

## Законодавство країн світу в боротьбі з «залежністю»
Більшість країн світу створили законодавчу базу в боротьбі з асоціальним явищем «залежності», яке визначає різні лікарські препарати, засоби і наркотики як речовини, що знаходяться під контролем системи ліцензування. Як правило, в цих законах охоплюється різноманітні або всі види опіатів, амфетаміни, канабіс, кокаїн, барбітурати, галюциногени (триптаміну, ЛСД, фенциклідін (PCP), псилоцибін) і ряд сучасніших синтетичних наркотиків, і вироблених неліцензійних, чиє постачання або володіння якими може бути розцінені — кримінальним злочином.
Зазвичай, класифікація наркотиків, як лікарських препаратів, чітко регулюється законодавчими актами, оскільки вони пов'язані з звиканням до них пацієнтом. Вказані речовини мають різні форми «звикання», в своєму наслідку, деякі схильні заподіяти значну фізичну «залежність», а інші мають лише місцеві впливи, рідко коли можуть заподіяти «залежність», швидше її компульсивні прояви, і з цього стану виходить відразу після закінчення лікування. Але на сьогоднішній час, в зв'язку з високою фінансовою ліквідністю деяких видів препаратів, що спричиняють «залежність» людини — ними користаються транснаціональні фармакологічні чи незаконні (кримінальні) формування.
Не вдаючись в моральний чи етичний аспект дій комерційних структур, слід зазначити, що більшість державних органів світу прийнялися боротися з негативними наслідками «залежності». Тому з самого початку була виведена форма боротьби з цими явищами, яка окрім самого лікування, містить у собі: виявлення першопричин виникнення «залежності» та їх усунення чи вдосконалення суспільних норм та законів для її унеможливлення.
В Україні окрім медичних закладів та самих їхніх пацієнтів, які вже борються з наслідками «залежності», залучені до вивчення та вдосконалення цих важливих для суспільства проблем — громадські організації, державні органи.
Державний апарат — Уряд України, Верховна Рада України створюють законодавчі акти та норми згідно з якими суспільство має можливість законним чином усувати негативні першопричини явищ, що спонукають до проявів «залежності». А державні органи на місцях, органи правопорядку та громадські структури слідкують за втіленням та слідуванням цим нормам та правилам в суспільстві, борються з асоціальними елементами та займаються профілактикою й попередженням виникнення негативних наслідків «залежності».
У законодавстві України існує багато Законів й підзаконних актів, що мають безпосередній зв'язок з усуненням першопричин виникнення «залежності»:
Звичайно, що не в усіх законодавчих актах передбачені всі можливі наслідки «залежностей», тому з роками ця нормативна база збільшується й розширяється сегмент суспільства, що охоплений проблематикою «залежності».

## Випадкові залежності
Слово «залежність» також іноді використовується розмовно з посланням на те, за що людина має пристрасть до чогось, яку вона розвинула в степінь суспільної своєї залежності, та пов'язує з цією пристрастю більшу частину свого життя. До цього сегменту входить пристрасть до: книжок, шоколаду, роботи, бігу чи спорту, їжі, чи різноманітного колекціонування (поштові марки, значки, сувеніри тощо). Така «залежність не є шкідливою», хоча в дуже поодиноких випадках, при накладенні якихось психологічних хвороб чи інших фізичних впливів вона може вирости до певних асоціальних дій зі сторони пацієнта, але на відміну від вище перелічених «залежностей» вона виліковується швидко й нескладними медичними діями.